# Chlorodynerus horni
Chlorodynerus horni är en stekelart som först beskrevs av Giordani Soika 1935.  Chlorodynerus horni ingår i släktet Chlorodynerus och familjen Eumenidae. Inga underarter finns listade i Catalogue of Life.